# V4 motor
V4 motor je štirivaljni batni motor pri katerem imajo valji skupno ročično gred in so nameščeni v obliki črke "V". Ti motorji so manj pogosti od vrstnih (inline) štirivaljnih motorjev (L4), a jih še vedno vgrajujejo v avtomobile, motocikle in druge stroje. 

## Oblika
Večina V4 motorjev (razen dveh fordovih motorjev) ima dve ročici ki sta skupni dvema nasproti ležečima valjema. Ročico običajno držijo trije glavni ležaji. 
V primerjavi z bolj običajno obliko V4 inline motorja, je med prednostmi V4 krajša dolžina in, kadar se uporabi 90 stopinjski V-kot z optimalnim intervalom vžiga, popolno primarno balansiranje , kar zmanjšuje vibracije. POstavitev v obliki črke V lahko pripomore tudi k večjemu zmanjšanju tresenja kot je to običajno pri inline V4 motorju in krajša ročična gred je manj izpostavljena posledicam torzijske vibracije zaradi večje trdnosti.
Slaba stran V4 motorjev je v tem, da potrebujejo dve glavi valja in izpušnega razdelilnika (namesto po enega kot je pri inline V4 motorju), kar povzroča večji strošek in večjo kompleksnost. V4 motorji so tudi širši od inline V4 motorjev in vanje je težje vgraditi pomožne naprave, dovodne in odvodne (izpušne) sisteme in istočasno ohranjati kompaktnost. Četudi je V4 motor z 60 stopinjskim kotom bolj kompakten od 90 stopinjskega, pa 60-stopinjska oblika nima popolnega primarnega balansiranja in zato pogosto potrebuje balančno gred za zmanjšanje vibracij. 

## Uporaba v avtomobilizmu
V avtomobilizmu so V4 motorje sprva uporabljali v dirkah za svetovni pokal, ki se je kasneje preimenoval v Formulo ena. Eden prvih V4 motorjev je bil vgrajen leta 1898 v [Mors (avtomobil)|avtomobil znamke Mors]], ki je imel motor nameščen v zadnjem delu avtomobila. in so ga izdelovali v Franciji. Takrat je bila ravno odsotnost vibracije zaradi postavitve v obliki črke V ključna za tržni uspeh tega avtomobila  a so ga leta 1901 zamenjali z običajnim vrstnim (inline) štirivaljnim motorjem. 
Leta 1907 so za tekmovanje v francoskem prvenstvu (Grand Prix) pri dirkalniku, ki ga je vozil J. Walter Christie uporabili 19.891 kubični V4 motor, kar je bil največji kadarkoli uporabljen motor v kateremkoli tekmovanju za veliko nagrado (Grand Prix). Motor je bil vgrajen obrnjen navzdol, nahjal pa se je na sprednjem delu avtomobila, pri čemer je imel dirkalnik pogon na sprednji kolesi. Avtomobil so umaknili iz francoskega prvenstva, potem ko so z njim odpeljali samo štiri kroge, a je kasneje zabeležil hitrostni rekord pri 164 km/h.
Prvi V4 motor, ki je bil vgrajen v serijski avtomobil je bil Lancia V4 motor, prvič vgrajen v Lancio Lambda leta 1922. Lancin motor je imal ozek kot, ki je meril zgolj 20 stopinj med gredjo in eno glavo valja, z eno odmično gredjo, ki sta si jo delili obe plošči. Prav tako je bila uporabljena aluminjasta konstrukcija za blok in glavo (kar je bila takrat velika redkost). Lancia je V4 motorje proizvajala do leta 1976, ko so jih nadomestili z ravno nameščenimi štirivaljnimi motorji. 
V letih 1960-1994 so v Ukrajini izdelovali mestni avto ZAZ Zaporožec, ki je imel V4 motor vgrajen v zadnjem delu vozila. Ta motor je bil osnovan na motorju, uporabljenem v vojaškem vozilu LuAZ-967, zračno hlajen z magnezijevim blokom in izdelan z različnimi delovnimi prostorninami, med 0,7 in 1,2 litra.
Zračno hlajeni AMC 108 je bil 108 cu in (1,8 L) izdelan v letih 1960-1963 za uporabo v lahkem vojaškem vozilu M422 'Mighty Mite'. M422 je izdelovalo podjetje Jeep v Združenih državah Amerike in ga oblikovalo tako, da so ga lahko prevažali s helikopterjem.
V začetku šestdesetih let je Fordova evropska podružnica izdelala dva nepovezana V4 motorja. Prvi je bil V4 Ford Taunusov motor, izdelan v Nemčiji med 1962 in 1981. Taunus je bil V4 motor s kotom 60 stopinj ter vodnim hlajenjem in ventili na zgornji strani. Sprva je bil načrtovan za avtomobile, ki imajo motor na sprednjem delu vozila, a so ga zatem uporabljali v različnih fordovih modelih in tudi v avtomobilih Saab 95, Saab 96 in Saab Sonett. Prav tako so ga uporabili v športnem avtomobilu Matra 530, kjer je bil motor nameščen v srednjem delu vozila. Drugi fordov V4 motor je bil Fordov Essex V4 motor, ki so ga izdelovali v Veliki Britaniji med letoma 1965 in 1977 in uporabili v več letnikih modelov znamke Ford: Corsair, Capri, Consul, Zephyr in Transit. Čeprav je bil načrtovan povsem ločeno od Taunusovega motorja, je imal tudi Essexov V4 motor 60-stopinjski kot, vodno hlajenje, zgoraj nameščene ventile in bil oblikovan za avtomobile, ki imajo motr vgrajen v sprednjem delu vozila. 
Porschejev dirkalnik Porsche 919 Hybrid LMP1 je imel v sezonah 2014-2017 vgrajen na sredini pritrjen 20 litrski, 90-stopinjski turbo V4 motor.

## Uporaba v motociklizmu
Eden prvih motociklov, ki ga je poganjal V4 motor je bil Matchless Silver Hawk, ki so ga v letih 1931-1935 izdelovali v Veliki Britaniji. Pri Silver Hawku so uporabili zračno hlajeni V4 motor z ozkim, 16-stopinjskim kotom in z eno glavo valja ter OHV ventili.
V letih 1936-1938 so v Avstriji izdelovali Puch motocikel  P800 tako za civilno kot za vojaško uporabo. V Puchovem P800 je bil vgrajen širokokotni, 170-stopinjski V4 motor (tako da je bil na pogled podoben povsem zravnanemu štirivaljnemu motorju) z dvema valjnima glavama in zračnim hlajenjem.
V4 motorji so bili zelo priljubljeni v srednjih in poznih osemdesetih letih 20. stoletja, še posebno v Hondinih motociklih, kjer so bili vgrajeni obrnjeni navzdol in imeli 90 stopinjski medvaljni kot ter zračno hlajenje.
Večina proizvajalcev, ki s svojimi moštvi nastopajo na svetovnem prvenstva v motociklizmu v letu 2020 MotoGP je za svoje dirklanike uporabila konfiguracijo V4. 
- Honda RC213V
- Ducati Desmosedici
- KTM RC16
- Aprilia - 90° V4 za sezono 2020.

Podjetji Yamaha in Suzuki sta obdržali inline (L4) konfiguracijo motorja.

## Druga uporaba
Leta 1935 je tovarna Wisconsin Motor Manufacturing Company pričela izdelovati bencinske V4 motorje za industrijske, kmetijske in stacionarne stroje, skupaj s številnimi izdelovalci orodja in pri tem uporabila tam izdelane Wisconsin V4 motorje. Leta 1968 je bil največji Wisconsin V4 motor V-465 s premikom 177 cu in (2,9 L) in izhodom moči 66 hp (49 kW) pri 3000 obratih na minuto. Podjetje je izdelovalo V4 motorje do leta 2019.
V sredini štiridesetih let, je Turner Manufacturing Co iz Velike Britanije izdeloval dieslov vodnohlajeni V4 motor za industrijsko uporabo in uporabo v mornarici. Ta motor je bil uporabljen v traktorju Turner Yeoman of England, ki so ga izdelovali v obdobju 1949-1957.
Podjetje Mitsubishi Heavy Industries je izdelalo 4ZF, zračno hlajen dizelski V4 motor, ki so ga uporabili v vojaškem oklepnem vozilu za prevoz ljudi Type 73 Armored Personnel Carrier in podobnih vozilih japonske vojske, vse od leta 1973.
V4 motorje srečamo tudi v zunanjih motorjih za čolne.  Običajno gre za dvotaktne motorje z uplinjačem. Med največjimi proizvajalci teh motorjev najdemo podjetja Johnson, Evinrude in Yamaha. Zaradi njihove kratke dolžine V4 motorje pogosto uporabljajo v ta nemen. 